# Cubaris plasticus
Cubaris plasticus är en kräftdjursart som först beskrevs av Karl Wilhelm Verhoeff 1926.  Cubaris plasticus ingår i släktet Cubaris och familjen Armadillidae. Inga underarter finns listade i Catalogue of Life.